# Thomas Bond Walker
Pour les articles homonymes, voir Thomas Walker.
Thomas Bond Walker, né en 1861 à Londres, et mort en 1933, est un peintre irlandais. Il est le tuteur de Paul Henry.

## Biographie
Thomas Bond Walker naît en 1861,
Dans les années 1880, il part à Belfast et commence à exposer avec la Belfast Art Society. Selon le recensement de 1911 de l'Irlande, Tom Bond Walker, veuf à cette époque, et son seul enfant, David Bond Walker (né en 1892) résident à Rushfield Avenue, dans la partie supérieure de Ormeau Road au sud de Belfast. Tom est spécifié comme 'Peintre Portraitiste'.
Pour augmenter ses revenus, il donne des cours particuliers à des élèves, dont Paul Henry. Henry se souvient de Walker comme d'un « petit homme timide, à la retraite, inefficace, avec un véritable enthousiasme pour l'enseignement ». Henry a seize ans lorsqu'il rencontre Walker pour la première fois, une rencontre qu'Henry décrit plus tard comme ayant « changé le cours entier » de sa vie en s'initiant à la peinture à l'huile.
Plus tard, Walker présente à Henry les tableaux de Robert W. Fraser (fl. 1874-c.1901), dont il admire grandement l'œuvre. Fraser peint souvent des scènes de rivières, d'estuaires et de bateaux. Les paysages marins d'Henry datent de cette période et l'influence du Fraser est évidente. 

## Galerie

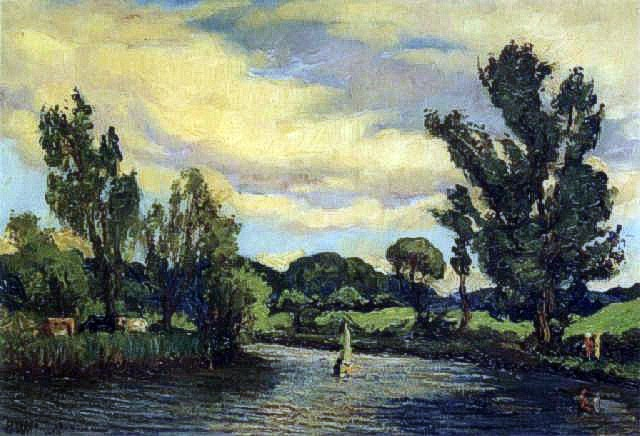
Sailing boat on River Lagan, Belfast
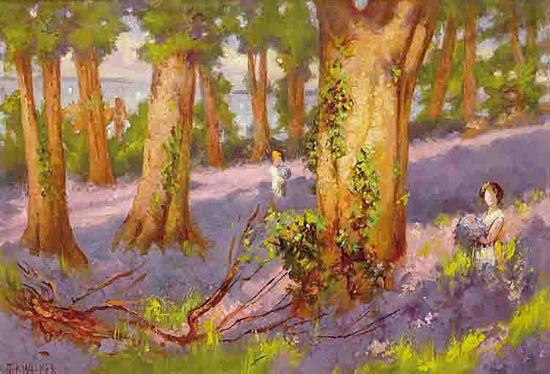
Bluebells with view of Belfast lough
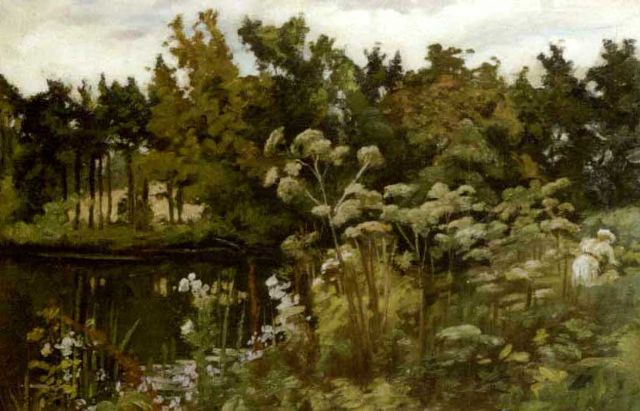
Lady in shrubbery
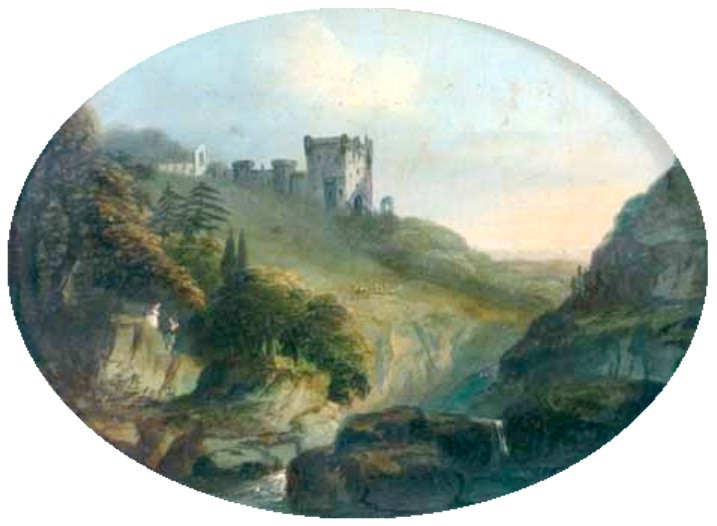
Roslin Castle